# Richard Bryan

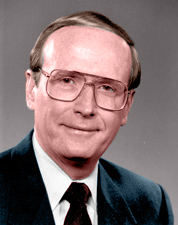

Richard H. Bryan (ur. 16 lipca 1937 w Waszyngtonie) –  polityk  amerykański, działacz Partii Demokratycznej, prawnik.
W latach 1972–1978 zasiadał w Senacie stanu Nevada. Od 1979 do 1983 sprawował urząd prokuratora generalnego tego stanu. W latach 1983–1989 pełnił funkcję gubernatora Nevady.
Od 1989 do 2001 był senatorem 1. klasy z Nevady. W 1993–1995 zajmował stanowisko przewodniczącego Komisji do spraw Etyki Senatu Stanów Zjednoczonych.